# Vajda Péter utcai templomtorony
A Vajda Péter utcai templomtorony, amely Budapesten, a józsefvárosi Vajda Péter utcában áll, egykoron egy evangélikus templomhoz tartozott, amelyet később lebontottak. Az evangélikus hitközség a múlt század harmincas éveiben kapta meg az eredetileg iskolai tornateremként használt épületet, amit aztán Lux Kálmán tervei alapján építettek át templommá. 1934-ben szentelték fel, a máig megmaradt torony (mely technológiai műemlékvédelmi oltalom alatt áll) két évvel később készült el.

## Története
A telken eredetileg a szomszédos iskola (ma Vajda Péter Ének-zenei Általános és Sportiskola) tornaterme állt, amelyet a harmincas évek elején a korábban több mint húsz éven át (1910-1931) a kőbányai református templomot használó evangélikus hitközség kapott meg, majd alakította azt Lux Kálmán műegyetemi tanár (ő tervezte a lillafüredi Palotaszállót, a gellérthegyi sziklakápolnát, de ő fedte le a visegrádi Salamon-tornyot is) tervei alapján templommá. 1934-es felszentelésekor már megfogalmazódott a templomtorony gondolata, melyet két évvel később, 1936-ban adtak át. Ennek mintájául talán a magyar modern építészet egyik alapkövének tartott, a Pasaréti téren álló Páduai Szent Antal-plébániatemplom tornya szolgált, mely id. Rimanóczy Gyula tervei alapján 1934-re készült el. A templom közepes méretű volt, bejárata a Bláthy Ottó (1953-ig Szapáry.), a toronyé a Vajda Péter utca (1953-ig Simor utca.) felé nézett.
A hívők száma azonban gyorsan csökkent, a templom fenntartása pedig egyre nehézkesebbé vált, így épp negyedszázadot kellett várni, hogy az épületegyüttes jó része 1961-ben egy állami vállalathoz kerüljön, akik raktárként hasznosították – Traubisodát tároltak benne. A torony 1974-ben harangjait is elvesztette (a boldogkőváraljai katolikus templomba kerültek).

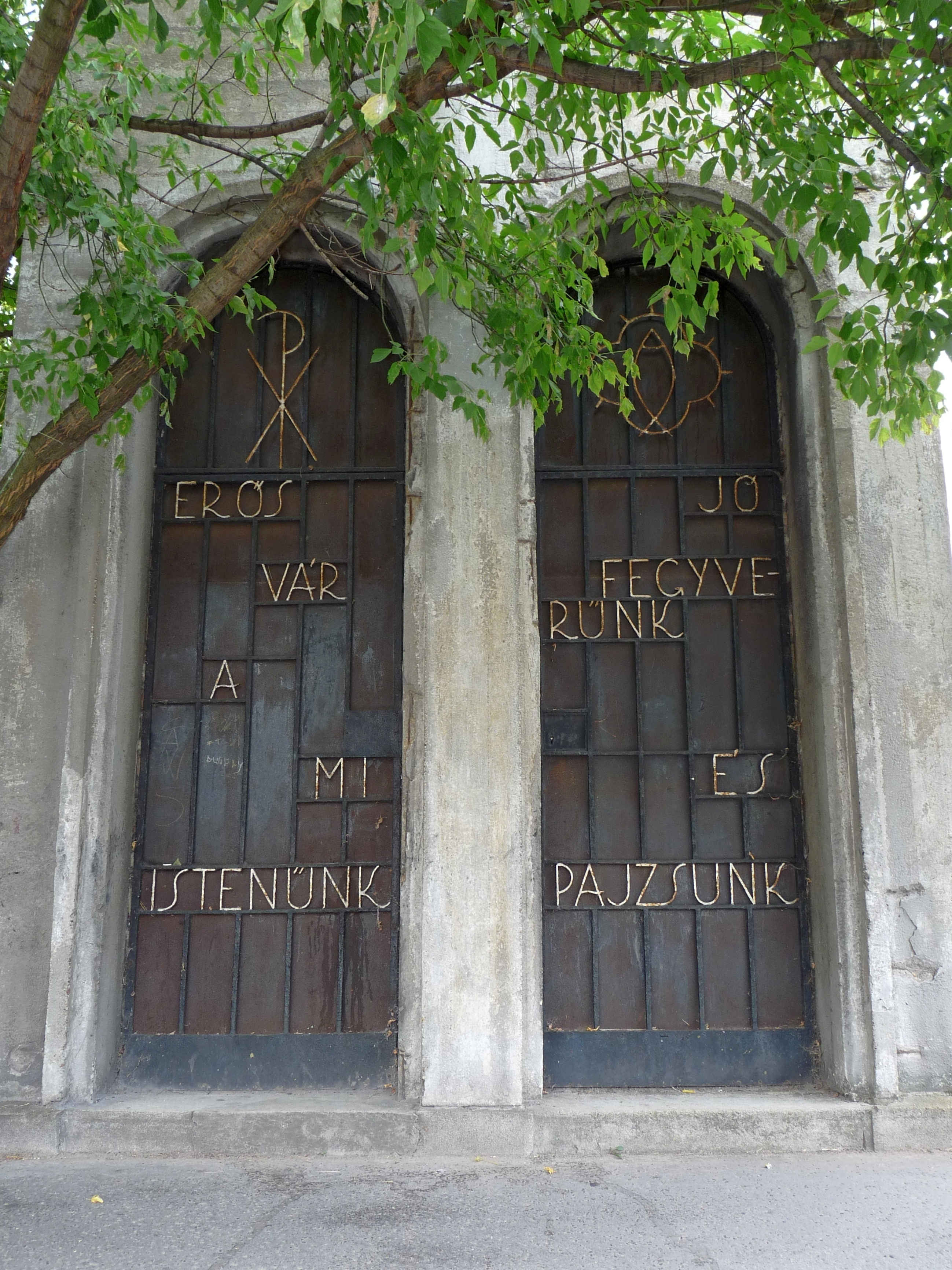
A vasalt kapu, a korál szövegével

A rendszerváltás újabb irányba terelte az egykori tornaterem sorsát: visszakerült a Budapest-Kőbányai Evangélikus Egyházközséghez. Az épületet azonban az egyházközség sem tudta hasznosítani, így 2011-ben lebontották a torony kivételével, melynek anyaga monolit zsaluzású bauxitbeton, így technológiai műemlékvédelmi oltalom alatt áll. Felújítása és hasznosítása éveken át napirenden volt, sőt, tervek is születtek, de megfelelő anyagi források hiányában ezek nem valósultak meg.
Benkóczy Péter, a Budapest-Kőbányai Evangélikus Egyházközség lelkésze szerint a gyülekezet egy ideje már a torony, és vele együtt a telek eladásában gondolkodik, hiszen az évről évre tetemes összeggel terheli az egyházközség számláját: az ő feladatuk ugyanis a torony jégtelenítése és az épületmaradvány állagának megóvása, amire nem jut pénz.
A torony vasalt kapuján az Erős vár a mi Istenünk (németül: Ein’ feste Burg ist unser Gott) evangélikus korál két sora, „Erős vár a mi Istenünk, Jó fegyverünk és pajzsunk.” olvasható.

## Tervek
Alpolgármesteri szinten folynak egyeztetések a telek hasznosításáról. Ha a felújításra megfelelő anyagi keret állna rendelkezésre, akkor akár Bődi Imre építész, még építészhallgatóként elkészített diplomamunkája szerint is felépülhetne az általa tervezett „régi-új” épület. Benkóczy Péter, illetve az evangélikus egyházközség tervei között többek között az is szerepelt, hogy a telken egyetemi hallgatóik számára bentlakásos otthont (Luther otthon), továbbá a Magyarországi Evangélikus Ifjúsági Szövetséggel együttműködve, a fiatalon elhunyt lelkésznőről, teológusról, Andorka Eszterről elnevezett, „Esztus házat” (Bárkaház) építenek. Olyan közösségi épületet álmodtak meg még Andorkával együtt, amelyben mozgássérült és nem mozgássérült emberek élnek együtt. A helyszín a megközelíthetősége, valamint a fizikai és társadalmi környezet szempontjából ideális, barátságos, kisléptékű lakónegyed bizonyult. Az eredeti tervekben még szerepelt a torony megtartása.
A gazdasági világválság kezdetekor azonban a világi szektorból érkező befektetők visszaléptek, az egyházi szervezeteknek viszont nem volt elegendő tőkéjük a megvalósításra.
A kőbányai közösség, más terveihez a tornyot azonban le kellene bontani, amit engedélyek híján nem tehetnek. A meglehetősen romos állapotban lévő torony bejáratát befalazták, nehogy bárki kedvet kapjon ott ólálkodni, „beköltözni” és esetleg megsérülhetne. Pillanatnyilag a torony miatt holt tőke az evangélikusoknak a telek, ráadásul a költségeket, például telente a jégmentesítést nekik kell állniuk.